# Munida fasciata
Munida fasciata is een tienpotigensoort uit de familie van de Munididae. De wetenschappelijke naam van de soort is voor het eerst geldig gepubliceerd in 2006 door Macpherson.